# Isidre Monés
Isidre (también Isidro) Monés Pons (Barcelona, 31 de mayo de 1947), es un ilustrador e historietista español.

## Carrera
Comenzó como ilustrador colaborando en colecciones de cromos a los 15 años. 
Como historietista trabajó para la editorial estadounidense Warren Publishing, a través de la agencia Selecciones Ilustradas, a principios de la década de 1970, en sus revistas de terror: Creepy, Eerie y Vampirella.
A principios de los 80 ilustró gran número de juegos de tablero para Cefa: Imperio Cobra, MisTeRio, Alerta Roja, etc. También ha ilustrado juegos y puzles de Educa.
Es un prolífico portadista de libros para editoriales como Bruguera.

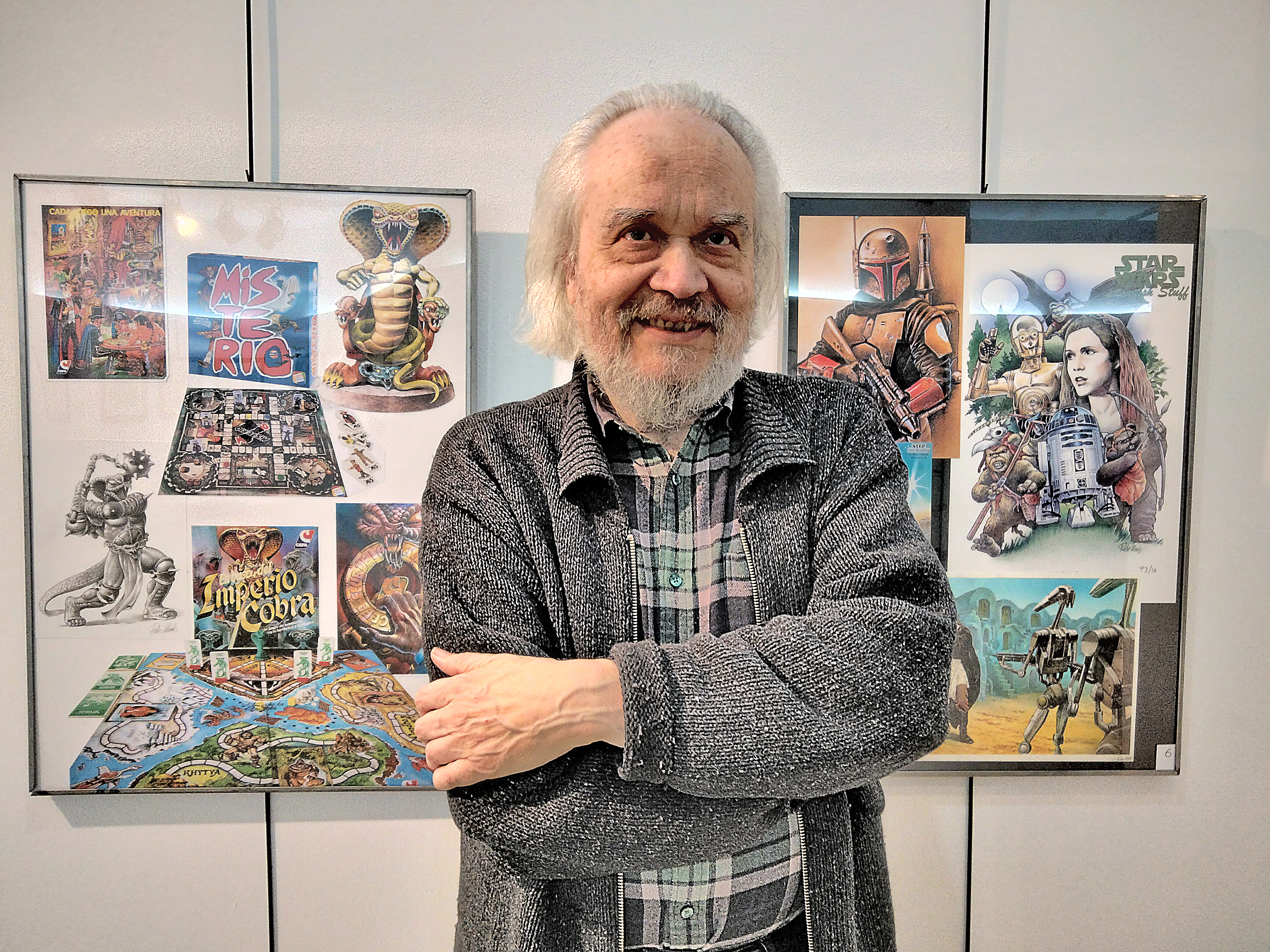
Isidre Monés durante la retrospectiva de Esparraguera de 2023

Aparece como actor en la película Difuminado (2014) del cineasta Pere Koniec. Durante un flashback aparece sentado en una silla en un bosque dibujando una chica con reminiscencia al cómic Esther y su mundo de Purita Campos. La escena se filmó en las afueras de Esparraguera.
El 21 de enero de 2023 se inauguró en Esparraguera, És que no sé fer una altra cosa! La vida amb un llapis, una exposición retrospectiva de sus 55 años de profesión como ilustrador en cómics, libros, juegos y cuadros.

## Historietas para la Warren (no exhaustivo)
- Creepy números 56-58, 62, 66, 67, 70, 77, 81, 106, 117, 118, 143
- Eerie números 49, 50, 52, 54-58, 60, 61, 94, 100, 101
- Vampirella números 26, 28-30, 33, 38, 43, 44, 49, 75-77